# Ditrichum macrorhynchum
Ditrichum macrorhynchum là một loài rêu trong họ Ditrichaceae. Loài này được Broth. mô tả khoa học đầu tiên năm 1909.